# Tune Sogn
Tune Sogn er et sogn i Greve-Solrød Provsti (Roskilde Stift).
I 1800-tallet var Tune Sogn anneks til Snoldelev Sogn. Begge sogne hørte til Tune Herred i Roskilde Amt. Snoldelev-Tune sognekommune blev ved kommunalreformen i 1970 delt: Tune blev indlemmet i Greve Kommune, og Snoldelev indgik inden reformen i Ramsø Kommune, der ved strukturreformen i 2007 indgik i Roskilde Kommune.
I Tune Sogn ligger Tune Kirke.
I sognet findes følgende autoriserede stednavne:
- Fløjterup (bebyggelse)
- Tidselhuse (bebyggelse)
- Tune (bebyggelse, ejerlav)
- Tune Hede (bebyggelse)